# سن فیورانو
سن فیورانو (به ایتالیایی: San Fiorano) یک کومونه در ایتالیا است که در استان لودی واقع شده‌است.

## خصوصیات
سن فیورانو ۸٫۹ کیلومترمربع مساحت و ۱٬۷۲۴ نفر جمعیت دارد و ۵۶ متر بالاتر از سطح دریا واقع شده‌است.

## نگارخانه

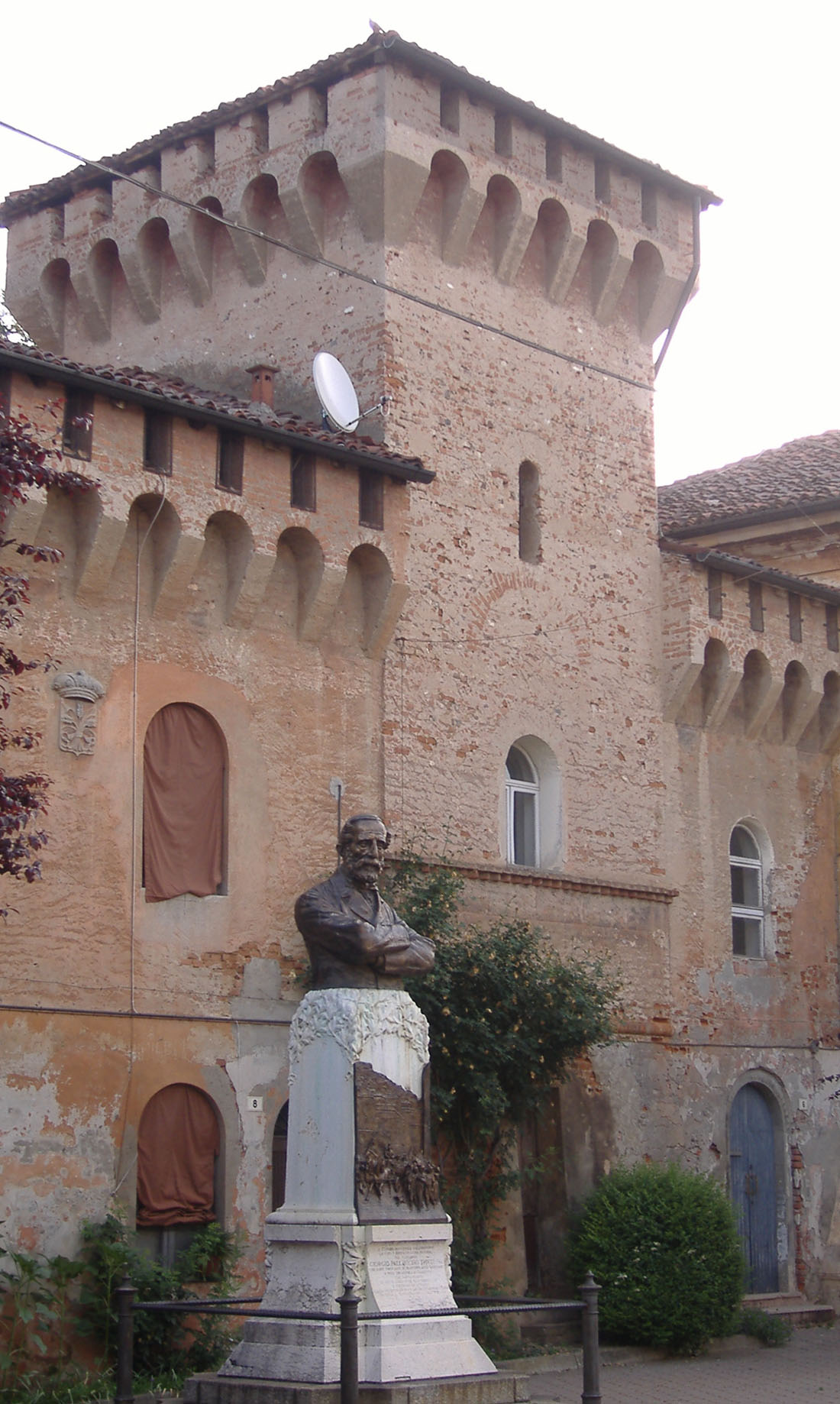